# Rízicas
Rízicas (em grego: Ρίζικας) é uma vila cretense da unidade regional de Retimno, no município de Amári, na unidade municipal de Curítes. Situada a 240 metros acima do nível do mar, próximo a ela estão as vilas de Sáta e Mándres. Segundo censo de 2011, têm 6 habitantes.